# هنریک تمرز
هنریک تامرازیان معروف به هنریک تمرز (ارمنی: Յենրիկ Թամրազ) (زاده  ۲۹ مهٔ ۱۹۳۵ – درگذشته  ۱۰ نوامبر ۱۹۹۵) وزنه‌بردار و ورزشی‌نویس ارمنی‌تبار اهل ایران بود. وی در سال ۱۹۵۸ به مقام سوم جهان رسید و در مسابقات قهرمانی آسیا در سال ۱۹۷۵ مدال نقره و در بازی‌های آسیایی ۱۹۵۸ توکیو مدال برنز دریافت کرد.

## زندگی‌نامه
هنریک تمرز در ۲۹ مه ۱۹۳۵ میلادی (۷ خرداد ۱۳۱۴ خورشیدی) در یک خانواده ارمنی در شهر ارومیه به دنیا آمد. ورزش وزنه‌برداری را از جوانی شروع کرد. در سال ۱۹۵۰ (۱۳۲۹) در وزن ۶۰ ک‌گ قهرمان آذربایجان و در ۱۹۵۴ (۱۳۳۳) در ۱۹ سالگی قهرمان ایران گردید. او در ۱۹۵۵ (۱۳۳۴) نفر چهارم مسابقات بین‌المللی مسکو، در المپیک ملبورن ۱۹۵۶ نفر پنجم دسته ۶۷٫۵ ک‌گ شد و در ۱۹۵۸ (۱۳۳۷) نفر سوم جهان در سوئد گردید. وی همچنین از ۶۶–۱۹۵۵ (۴۵–۱۳۳۴) قهرمان ایران، عضو تیم ملی ایران، نفر سوم جهان و المپیک و سال‌ها رکورددار آسیا در سبک‌وزن بوده است و در ۱۹۶۹ (۱۳۴۸) نفر سوم آسیا و برنده مدال برنز گردید.
هنریک تمرز سال‌ها عضو کمیته‌های مختلف فدراسیون بین‌المللی وزنه‌برداری بود و آخرین سمت او مربوط به کمیته مطبوعات این فدراسیون می‌شد. تمرز صاحب سه کتاب با عنوان‌های: تجزیه و تحلیل وزنه‌برداری، تکنیک و روش‌های جدید در وزنه‌برداری، علم و دانش در خدمت ورزش وزنه‌برداری و مقاله‌های ارزشمند دربارهٔ وزنه‌برداری است که بارها به چاپ رسیده است. تمرز از سال ۱۹۶۴ (۱۳۴۳) به عنوان مفسر و کارشناس وزنه‌برداری در کیهان ورزشی قلم می‌زد که این همکاری تا پاین عمر ادامه داشت.
هنریک تمرز همزمان با المپیک توکیو نویسنده وزنه‌برداری در کیهان ورزشی شد و این همکاری تا زمان مرگ او در سال ۱۹۹۵ ادامه داشت.
تمرز در ۱۰ نوامبر ۱۹۹۵ (۱۹ آبان ۱۳۷۴) بر اثر بیماری سرطان در سن ۶۱ سالگی درگذشت.

### ماجرای افشای دوپینگ رمضانعلی تیموری
«رمضانعلی تیموری» در تورنمنت اردیبهشت ۱۳۶۵، وزنه ۳۹۵ ک‌گی مجموع را مهار کرد اما خیلی زود خبر اعلام دوپینگ او رسید و تیموری مرد اول ورزش در سال‌های ۱۳۶۳ تا ۱۳۶۵ خورشیدی محروم شد. مقاله‌ای انتقادی و بدون نام در کیهان ورزشی در مورد این دوپینگ منتشر شد که تصور می‌شد نویسنده آن هنریک تمرز باشد و پس از آن در بابلسر، خانه هنریک تمرز را آتش زدند. بعد از اعلام محرومیت تیموری خبر ناگهانی کناره‌گیری ستارگان تیم ملی وزنه‌برداری مثل آذر مجیدی، علیشاه مرادی، شهرام یوسفی، پاکیزه جم اعلام شد.

## کارنامه ورزشی
از ۱۴ سالگی به وزنه‌برداری روی آورد و پس از چند سال تلاش به مجموع ۲۶۲٫۵ ک‌گ در دسته پروزن دست یافت. به علت اینکه از هفت سالگی ورزش‌های مختلف را تجربه کده بود، اندامی ورزیده و مناسب داشت که سبب شد خیلی زود و در ۲۱ سالگی به تیم ملی وزنه‌برداری راه یابد. در این سال او در دسته سبک‌وزن (۶۷٫۵ ک‌گ) به همراه محمود نامجوی در خروس وزن، حسین زرینی در پر وزن، ابراهیم پیروی در میان وزن، جلال منصوری در نیمه سنگین، محمدحسین رهنوردی در میان سنگین و فیروز پژهان در سنگین‌وزن، در المپیک ۱۹۵۶ ملبورن حضور یافت.
در جریان بازی‌های ملبورن، تمرز که جوان‌ترین عضو تیم به حساب می‌آمد با مجموع ۳۶۵ ک‌گ به مقام پنجم المپیک دست یافت؛ او در جریان این مسابقات موفق به شکست رکورد تامی کونو قهرمان المپیک ۱۹۵۲ شود.
- ۱۹۵۶ (المپیک ملبورن): مقام پنجم با حد نصاب ۳۶۵ ک‌گ
- ۱۹۵۷ (مسابقه‌های قهرمانی جهان - تهران): نفر پنجم با حد نصاب ۳۶۰ ک‌گ (تیم ایران سوم جهان شد)
- ۱۹۵۷ (مسابقه‌های قهرمانی آسیا- همزمان با رقابت‌های جهانی):  مدال نقره با مجموع ۳۶۰ ک‌گ
- ۱۹۵۸ (مسابقه‌های قهرمانی جهان - استکهلم):  مدال برنز با حد نصاب ۵/۳۷۵ ک‌گ در سه حرکت پرس، یک‌ضرب و دو ضرب
- ۱۹۵۸ (بازی‌هایی آسیایی توکیو):  برنده مدال برنز با حد نصاب ۳۷۰ ک‌گ
- ۱۹۵۹ (مسابقه‌های قهرمانی جهان - ورشو): مقام چهارم با حد نصاب ۵/۳۵۲ ک‌گ
- ۱۹۶۰ (المپیک رم): ثبت حد نصاب ۵/۳۶۷ ک‌گ - تمرز در این رقابت‌ها بیمار بود
- ۱۹۶۱ (مسابقه‌های قهرمانی جهان - وین): مقام پنجم با رکورد ۳۷۵ ک‌گ (تیم ایران هفتم شد)
- ۱۹۶۲ (مسابقه‌های قهرمانی جهان - بوداپست): مقام پنجم با حد نصاب ۳۷۵ ک‌گ (تیم ایران هفتم شد)
- ۱۹۶۳ (مسابقه‌های قهرمانی جهان - استکهلم): مقام هشتم با حد نصاب ۳۷۵ ک‌گ

پنج سال پس از بازنشستگی، تمرز به عنوان سر مربی تیم ملی وزنه‌برداری به موفقیتی بزرگ دست یافت. شاگردان وی در بازی‌های المپیک تابستانی ۱۹۶۸ مکزیکوسیتی به یک مدال طلا (محمد نصیری در خروس وزن) و یک مدال نقره (پرویز جلایر در سبک‌وزن) دست یافتند.
- دبیرکل فدراسیون وزنه‌برداری ایران
- عضو هیئت رئیسه و رئیس کمیته آموزشی و تحقیقاتی ایران و قاره آسیا
- عضو کمیته تحقیقات و پژوهش تاریخی فدراسیون بین‌المللی وزنه‌برداری
- رئیس کمیته فنی فدراسیون قاره آسیا
- از سال ۱۹۸۰ (۱۳۵۹) داور بین‌المللی